# Jarosław Włodarczyk (dziennikarz)
Jarosław Włodarczyk (ur. 1970) – polski dziennikarz, doradca mediowy, członek rady Press Club Polska. Od 2013 sekretarz generalny International Association of Press Clubs.

## Życiorys
Syn dziennikarza i filologa Waleriana Włodarczyka. Absolwent IX LO im. Klementyny Hoffmanowej w Warszawie, Wydziału Dziennikarstwa Uniwersytetu Warszawskiego.
Założyciel Tygodnika Akademickiego „Auditorium”, redaktor i współwydawca Pisma Niezależnej Młodzieży Licealnej „Uczeń Polski”. W latach 1989–1993 dziennikarz „Gazety Wyborczej” i Telewizyjnej Agencji Informacyjnej TVP (Panorama, Wiadomości), w latach 2000–2001 doradca wizerunkowy ówczesnego premiera Jerzego Buzka. Współtwórca i organizator Ogólnopolskich Rejsów Dziennikarzy.
Od lutego do kwietnia 2021 nagrywał autorskie felietony dla internetowej rozgłośni Halo.Radio. Od września 2017 stały komentator w Poranku RDC.